# Tress MacNeille

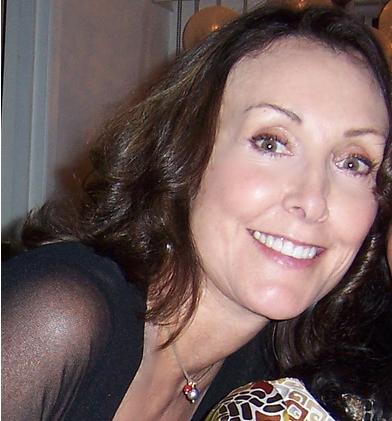
Tress MacNeille

Teressa Claire „Tress“ MacNeille (* 20. Juni 1951 in Chicago, Illinois, USA) ist eine US-amerikanische Synchronsprecherin.

## Karriere
MacNeille arbeitet seit 1979 als Synchronsprecherin. Seitdem war sie in über 200 Sprechrollen in Film und Fernsehen zu hören, darunter DuckTales – Neues aus Entenhausen, Die Simpsons und Futurama.
Außerdem war MacNeille in den Musikvideos zu den Songs Ricky und Jerry Springer von Weird Al Yankovic zu sehen.

## Synchronarbeiten
- 1979: Scooby-Doo and Scrappy-Doo in verschiedenen Rollen
- 1981: Die Schlümpfe (Smurfs) in verschiedenen Rollen
- 1983–1988: Alvin und die Chipmunks (Alvin & the Chipmunks) in verschiedenen Rollen
- 1985–1987: Disneys Gummibärenbande (Disney's Adventures of the Gummi Bears) als Lady Bane
- 1987/1988: DuckTales – Neues aus Entenhausen (DuckTales) in verschiedenen Rollen
- 1989/1990: Chip und Chap – Die Ritter des Rechts (Chip'n Dale Rescue Rangers) als Chip, Trixi und Summi
- 1990: Käpt’n Balu und seine tollkühne Crew (TaleSpin)
- 1990–1993: Tiny Toon Abenteuer (Tiny Toon Adventures) als Babs Bunny
- seit 1990: Die Simpsons (The Simpsons) in verschiedenen Rollen
- 1991: Darkwing Duck
- 1992/1995: Batman (Zeichentrickserie) als Catwoman
- 1992–2004: Rugrats als Charlotte Pickles
- 1993/1994: Garfield und seine Freunde (Garfield and Friends) als Monster
- 1993–1995: Animaniacs als Dot Warner
- 1994: Gargoyles – Auf den Schwingen der Gerechtigkeit (Gargoyles) in verschiedenen Rollen
- 1995: Aladdin in verschiedenen Rollen
- 1995/1996: Abenteuer mit Timon und Pumbaa (Timon and Pumbaa) als Shenzi
- 1995–1998: Pinky und der Brain (Pinky and the Brain) in verschiedenen Rollen
- 1996/1997: Hey Arnold! als Pookie und Miss Slovak
- 1999/2000: Disneys Große Pause (Recess) in verschiedenen Rollen
- 1999–2003: Futurama in verschiedenen Rollen
- 2001/2002: Mickys Clubhaus (House of Mouse) als Daisy Duck
- 2002: Hey Arnold! The Movie als Großmutter Gertie „Pookie“
- 2003: All Grown Up – Fast erwachsen (All Grown Up) als Charlotte Pickles
- 2003–2019: Die Powerpuff Girls (The Powerpuff Girls)
- 2005: Katzekratz (Catscratch) als Sassyfrass
- 2006–2009: Micky Maus Wunderhaus (Mickey Mouse Clubhouse) als Daisy Duck
- 2017: Hey Arnold! Der Dschungelfilm (Hey Arnold! The Jungle Movie) als Pookie
- 2018–2023: Disenchantment (Fernsehserie, Stimme der Königin Oona)
- 2022: Chip und Chap: Die Ritter des Rechts (Chip 'n' Dale: Rescue Rangers) als Gadget Hackwrench